# ニーキャップ
ニーキャップ (英: Kneecap) は北アイルランドのウェストベルファスト出身のヒップホップトリオである。メンバーはモ・カラ、モグリー・バップ、DJプロヴィの3名である。メンバーはアイルランド語の話者で、アイルランド語に英語をまぜたラップを発表している。デビューシングル "C.E.A.R.T.A."（アイルランド語で「権利」を意味する）は2017年にリリースされ、2018年にはデビューアルバムの3CAGが出た。セカンドアルバムであるFine Artは2024年にリリースされ、同年にはグループ名と同タイトルの伝記映画『KNEECAP/ニーキャップ』も公開された。リリックは政治的で、アイルランド全島がイギリスの支配を脱することを目指すリパブリカニズムの影響が強い一方、ドラッグが横行するウェストベルファストの暮らしを戯画化した楽曲もあり、批判や検閲の対象になっている。このため、「セックス・ピストルズ以来最も物議を醸すバンド」と呼ばれている。

## 名前の由来
「ニーキャップ」(英語: Kneecap) とは、英語の名詞では「ひざ」を意味するが、罰としてひざを撃ち抜くことを意味する動詞として使用されることがある。ベルファストではアイルランドナショナリズムをかかげるリパブリカンの民兵組織が、薬物の売人など好ましくないとされる人物に対して伝統的にこの種の私刑を行っており、グループ名はそこからとられている。モグリー・バップは、自分たちがドラッグなど「ニーキャップされそうなことを語っている」ので皮肉のつもりでグループ名を選んだと示唆している。
DJプロヴィ (DJ Próvaí) の名前の発音はIRA暫定派 (英語: Provisional IRA、プロヴィジョナルIRA) を指す俗語である "Provie" と同じである。　

## 来歴
2017年にモ・カラ、モグリー・バップ、DJプロヴィにより結成された。3名ともアイルランド語のネイティブスピーカーである。ニーキャップのファーストシングルである "C.E.A.R.T.A." はモグリー・バップの経験をヒントに書かれた。ベルファストでアイルランド言語法推進デモが行われる前日、モグリーは友人と外出してスプレーペイントでバス停に "Cearta" という文字を落書きした。これが北アイルランド警察に見つかり、モグリーは逃げられたが友人は逮捕された。この友人はアイルランド語以外の言語を警察で話すことを拒んだため、留置場で夜を明かす過ごすことになった。この出来事の後で "C.E.A.R.T.A." が制作された。
"C.E.A.R.T.A." は薬物などに関する表現が問題視され、アイルランド共和国の公共放送であるRTÉアイルランド語ラジオで放送ラインナップから外すという判断を下された。ファンが署名運動を立ち上げ、この局を放送ラインナップに戻すよう、700名の署名を集めた。ニーキャップはこの曲は「ウェストベルファストの暮らしを誇張したもの」で、「若者の生活を諷刺的に解釈した試み」だと擁護している。
グループの最初のフルアルバムである3CAGが2018年にリリースされた。タイトルはアイルランド語の "Trí Chonsan Agus Guta"（子音3つと母音1つ）のことであり、薬物であるMDMAを指す俗語である。 
2019年2月、ニーキャップがベルファストのエンパイア・ミュージック・ホールでのライブで「イギリス人は出てけ！」と叫んでいる様子が映っている動画がネットに投稿され、サウスベルファスト選出民主統一党所属北アイルランド議会議員であるクリストファー・スタルフォードがこれに抗議を行った。このライブは当時ケンブリッジ公であったウィリアム王子とその妻キャサリンが同じ会場を訪れた翌日に行われた。
2021年にニーキャップは自分たちの母親に敬意を示すシングル "MAM" をリリースしたが、この曲はニーキャップが普段作っている曲とは異なるスタイルだと評された。このようなコメントを受けたモ・カラは、インタビューでこの曲のコンセプトについて、「俺たちはステージからみんなを「ぶっ飛ばす」みたいなこともできるけど、その後ではハグもできるんだよ。ちょっとセンチメンタルなものをやりたかったんだ。いつも男らしさみたいなもんに閉じ込められていたいわけじゃないからね」と述べている。ニーキャップはInstagramでモグリー・バップの母はこの曲が出る前に自殺しており、この曲からあがった収益は全額、自殺問題に取り組むチャリティであるサマリタンズに寄付される予定だと述べた。
2020年にニーキャップはライブでパレスチナの旗をかかげて独立パレスチナに対する支持とイスラエルに対するボイコットを公言した。パレスチナのアイダ難民キャンプでボランティア運営される体育トレーニング設備の支援も行っており、2020年にはインスタグラムで資金集めを呼びかけた他、2022年にはアイルランドの作家マンハン・メイガンがこのジムの資金集めのため "C.E.A.R.T.A" のカバー版をリリースした。
セカンドアルバムであるFine Artを2024年にリリースした。

## 映画
2023年の前半にニーキャップは『KNEECAP/ニーキャップ』というタイトルの映画の撮影を行った。この映画は2019年のウェストベルファストのアイルランド語使用地域であるゲールタハト・クォーターが舞台で、グループのメンバー自身が自分たちの役で主演をつとめたほか、マイケル・ファスベンダーなどの俳優も出演した。この映画は2024年1月18日にサンダンス映画祭初のアイルランド語映画として上映された。この映画はアメリカ合衆国では2024年8月2日に、アイルランドでは8月8日に公開された。なお日本では2025年8月1日に公開された。アイルランドの興収ランキングでは初登場3位で、最初の週末の興収総額がアイルランド語の映画としては歴代1位となった。同年8月末までに興収が100万ユーロに達した。

## 評価
アイルランド語と英語をまぜたラップを制作している。メンバーは3名ともアイルランド語話者であり、家族や友人ともアイルランド語で話している。アイルランド語のラップ楽曲はこれまで非常に少なかったため、この分野の先駆者と見なされている。
楽曲におけるドラッグへの言及や政治性のため、イギリス及びアイルランドの音楽グループの中でも「セックス・ピストルズ以来最も物議を醸すバンド」だと言われている。北アイルランドにおけるアイルランドのナショナリズムの影響を強く受けており、アイルランド全島がイギリスの支配を脱することを目指すリパブリカニズムが楽曲の「中心的なテーマのひとつ」であると評されている。「アイルランド語、リパブリカニズム的なトーテム、北アイルランド問題にまつわるイコノグラフィ、パンクな活気」が特徴であると言われる。また、ユーモアのあるリリックもしばしば特徴としてあげられ、このため初期のエミネムと比較されることがある。

## 政治的見解
ニーキャップはアイルランド共和国主義と深く関係し、それはアイルランドの再統一を主張、北アイルランドにおけるイギリスの支配に反対している。ニーキャップは自らを「リパブリカン・フッド（共和国主義の不良）」と呼び、ファンのことを「フェニアン」と呼んでいる。
共和主義的なテーマを扱っているが、ニーキャップは自分たちがラップで扱っている内容のいくつかについて、もし共和主義の準軍事組織の時代であれば「制裁としての膝撃ち（kneecapping）」を受けていただろうと語っている。ヒップホップに共通するスタイルとして、彼らの歌詞やイメージには警察に対する敵意も含まれ、2022年には北アイルランド警察（PSNI）の車両が燃えている様子を描いた壁画をベルファストに依頼・制作。
また、ニーキャップは北アイルランドにおけるアイルランド語の使用促進と支持も呼びかけ、彼らは反セクト主義（宗派主義に反対）を掲げ、北アイルランドに住むカトリック教徒とプロテスタント教徒の間で、労働者階級の連帯を育てたいと考えている。
モ・カラは「あなたが誰であっても、どこ出身であっても関係ない。たとえ僕たちがアイルランド語でラップし、あなたの政治的見解と一致しなかったとしても、政治的に意見が違う人たちとも友達になれる」と語る。
モグリー・バップ はこう語る。「俺たちは政治的だけど、かなり茶化してる。深刻さや刺々しさを和らげたかったし、若者として楽しんでること──パーティーやクラスA薬物とか──そういう要素も取り入れたかったんだ。…“小文字のp”の政治だよ」。
ベルファストの宗派対立については、[カトリック系の]フォールズ・ロードと[プロテスタント系の]シャンクルには、食料バンク、貧困、自殺…同じような問題が多くある。壁があっても、そうした問題が一方の地域から他方へと流れていくのを止めることはできない。北の政治家たちの多くは、俺たちの特定の側面に人々の注意を向けさせて分断を生みたがってる。でも、実際には共有していることの方が多いんだ」と述べる。
2025年3月14日、オーストラリア・メルボルンでのニーキャップのライブ中、キング・ジョージ5世像の首がステージに登場しました。これは2024年の「国王誕生日」の抗議活動中に切り取られたものでした。ニーキャップはインスタグラムでこの首について「忘れるな、すべての植民地は崩壊することがある」と投稿。

### イスラエル・パレスチナ紛争について
ニーキャップはパレスチナ民族主義を支持しており、コンサートではパレスチナ国旗を掲げ、イスラエルへのボイコットを宣言。『アイリッシュ・インディペンデント』紙は、彼らがパレスチナ問題における立場で知られる政治家クレア・デイリー氏を支持していると報じる。
また、彼らはベツレヘムのアイーダ難民キャンプにあるボランティア運営のジムと関係があり、資金調達を支援、SNSでその活動を広めている。2022年には、アイルランドの作家マンチャン・マガンが、ニーキャップの楽曲「C.E.A.R.T.A」のカバーをリリースし、そのジムの支援のための募金活動を行いました。
2025年4月のコーチェラ・フェスティバルでは、ニーキャップが次のようなメッセージをステージに表示しました：
- 「イスラエルはパレスチナ人に対してジェノサイドを行っている」
- 「それをアメリカが支援している」
- 「ファック・イスラエル／フリー・パレスチナ」

このパフォーマンスはアメリカの主要メディアで大きく報道され、ニーキャップへの関心がさらに高まりました。
その後、シャロン・オズボーンらが彼らのビザ取り消しを求め「ヘイトスピーチ」と非難、ニーキャップは殺害脅迫を受ける。これに対し彼らは「声明が攻撃的なんじゃない、2万人の子どもを殺す行為がそうだ」と反論。
その後、英国のテロ対策警察は、ニーキャップのコンサート映像2本が報告されたことを受け、調査を開始しました。
- 2023年11月の映像では、メンバーの1人が「唯一良いトーリー（保守党議員）は死んだトーリーだ。地元の議員を殺せ」と発言。
- 2024年11月の映像では、モ・カラがヒズボラの旗を羽織りながら「アップ・ハマス、アップ・ヒズボラ」と叫んでいたそうです。

さらに、2025年2月には、ヒズボラ指導者ハッサン・ナスラッラーの発言集を読むバンドメンバーの写真を投稿。このような行為は、英国の「テロリズム法2000」により犯罪とされることがある。
英国首相キア・スターマーの報道官は、「そのような見解を持つ者が、ニーキャップのように政府資金を受け取るべきではない」と発言。アイルランドのミホール・マーティン首相も、ニーキャップに対してハマスやヒズボラとの関係について立場を明確にすべきとし、ヒズボラがレバノンでアイルランド人PKO兵ショーン・ルーニーを殺害した事例を引き合いに出した。
これに対してニーキャップは声明を発表、「私たちはハマスやヒズボラを支持しておらず、民間人への攻撃は常に非難する。どのMP（議員）や個人に対しても暴力を煽る意図はない」と述べました。また、映像の一部が「意図的に文脈を無視して切り取られた」ものであり、「パレスチナ人に対するジェノサイドに声を上げたことへの協調的な中傷キャンペーン」が行われていると主張。そして、殺害されたジョー・コックス議員やデイビッド・アメス議員の家族に謝罪した。
しかし、DUP所属のカーラ・ロックハート議員はこの謝罪を「強制されたもの」とし、「バレたから謝ってるようにしか見えない」と非難。
この騒動の中、40以上の音楽アーティストがニーキャップの表現の自由を支持し、ライブのキャンセルや刑事調査を批判しました。アイルランドのシンガー・ソングライター、ダミアン・デンプシーは彼らを「若き平和的な戦士詩人たち」と評し、イギリスのトリップホップ・グループ、マッシブ・アタックは、「右派の政治家やジャーナリストが、若いパンクバンドの発言に道徳的憤りを戦略的に演出する一方で、現在進行中のジェノサイド（ジャーナリストの大量殺害を含む）を曖昧にし、無視している」と述べた。
2025年5月、	モ・カラは、2024年11月の公演中にヒズボラ支持の旗を掲げたとして、テロ関連の罪で起訴された。これはロンドン警視庁のテロ対策部門と王立検察局の捜査に基づいたもの。2025年6月18日、この容疑でロンドンの裁判所にモ・カラは出廷、無条件で保釈されました。この一連の動きでニーキャップのグラストンベリー・フェスティバル出演をキャンセル動きが物議を醸し、ニーキャップの見解にポール・ウェラーやジョニー・マーが支持を表明している。

## ディスコグラフィ

### アルバム
- 3CAG (2018)
- Fine Art (2024)

### シングル
| タイトル             | 発売日     | チャートのピーク順位             |
| タイトル             | 発売日     | アイリッシュ・シングル・チャート |
| -------------------- | ---------- | -------------------------------- |
| "C.E.A.R.T.A"        | 2017年12月 | —                                |
| "H.O.O.D"            | 2019年6月  | 78                               |
| "Gael-Gigolos"       | 2019年6月  | —                                |
| "Fenian Cunts"       | 2019年9月  | —                                |
| "Get Your Brits Out" | 2019年10月 | 100                              |
| "Mam"                | 2020年12月 | —                                |
| "Guilty Conscience"  | 2021年10月 | —                                |
| "Thart agus Thart"   | 2021年10月 | —                                |
| "Its Been Ages"      | 2023年3月  | —                                |
| "Better Way to Live" | 2023年11月 | 92                               |